# Гомланж
Гомланж (фр. Gomelange) насеље је и општина у североисточној Француској у региону Лорена, у департману Мозел која припада префектури Буле Мозел.
По подацима из 2011. године у општини је живело 547 становника, а густина насељености је износила 58,19 становника/km². Општина се простире на површини од 9,4 km². Налази се на средњој надморској висини од 210 метара (максималној 260 m, а минималној 197 m).

## Демографија
| 1962. | 1968. | 1975. | 1982. | 1990. | 1999. | 2011. |
| ----- | ----- | ----- | ----- | ----- | ----- | ----- |
| 369   | 409   | 390   | 400   | 408   | 403   | 547   |

График промене броја становника у току последњих година